# Osmery
Osmery es una comuna nueva francesa situada en el departamento de Cher, de la región de Centro-Valle del Loira.

## Historia
Fue creada el 1 de enero de 2024, en aplicación de una resolución del prefecto de Cher de 19 de septiembre de 2023 con la unión de las comunas de Lugny-Bourbonnais y Osmery, pasando a estar el ayuntamiento en la antigua comuna de Osmery.

## Demografía
Según los datos aportados en la última resolución del prefecto de Cher, la comuna pasa a tener 278 habitantes.

## Composición
| Comuna fusionada  | Código INSEE | Población (2021) | Superficie (km²) | Densidad (hab./km²) |
| ----------------- | ------------ | ---------------- | ---------------- | ------------------- |
| Lugny-Bourbonnais | 18131        | 34               | 5.33             | 6.4                 |
| Osmery            | 18173        | 273              | 21.71            | 13                  |